# Ernest Esparbès
Ernest Esparbès est un homme politique français né le 25 janvier 1903 à Bragayrac (Haute-Garonne) et décédé le 19 mai 1956 à Bragayrac

## Biographie
Après son certificat d'études, il entre comme apprenti dans l'atelier de charron de son père. Plus intéressé par la politique, il devient maire de Bragayrac en 1929. Il le reste jusqu'en 1940 puis le redevient de 1949 à 1956. Il est député SFIO de la Haute-Garonne de 1936 à 1940.
Le 10 juillet 1940, il vote les pleins pouvoirs au maréchal Pétain, ce qui lui vaut d'être exclu de la SFIO à la Libération et d'être déclaré inéligible malgré un soutien apporté à la Résistance.

## Sources
- « Ernest Esparbès », dans le Dictionnaire des parlementaires français (1889-1940), sous la direction de Jean Jolly, PUF, 1960 [détail de l’édition]